# Marcello Santacroce
Marcello Santacroce (Roma, 7 giugno 1619 – Roma, 19 dicembre 1674) è stato un cardinale e vescovo cattolico italiano.

## Biografia
Nacque il 7 giugno 1619 da Valerio e Elena Maria Santacroce.
Papa Innocenzo X lo elevò al rango di cardinale nel concistoro del 19 febbraio 1652.
Morì il 19 dicembre 1674 all'età di 55 anni.

## Genealogia episcopale e successione apostolica
La genealogia episcopale è:
- Cardinale Guillaume d'Estouteville, O.S.B.Clun.
- Papa Sisto IV
- Papa Giulio II
- Cardinale Raffaele Riario
- Papa Leone X
- Papa Clemente VII
- Cardinale Antonio Sanseverino, O.S.Io.Hieros.
- Cardinale Giovanni Michele Saraceni
- Papa Pio V
- Cardinale Innico d'Avalos d'Aragona, O.S.Iacobi
- Cardinale Scipione Gonzaga
- Patriarca Fabio Biondi
- Papa Urbano VIII
- Cardinale Cosimo de Torres
- Cardinale Francesco Maria Brancaccio
- Vescovo Miguel Juan Balaguer Camarasa, O.S.Io.Hieros.
- Papa Alessandro VII
- Cardinale Marcello Santacroce

La successione apostolica è:
- Vescovo Carlo Bonafaccia (1653)
- Vescovo Carlo Giuliani, O.P. (1653)
- Arcivescovo Matteo di Gennaro (1660)
- Arcivescovo Francesco Falabella (1660)
- Vescovo Francesco Angelucci (1660)
- Vescovo Luigi de Gennaro (1660)
- Vescovo Anastazy Rudzicki, O.F.M. (1662)
- Vescovo Giovanni Battista Penna, O.S.A. (1663)
- Vescovo Antonio Bottis, C.R.S. (1670)
- Vescovo Giuseppe Labonia, O.A.D. (1670)
- Vescovo Nicolò d'Arcano (1671)
- Vescovo Stefano Sculco (1671)